# Davor Borno
Davor Borno - hrvatski pop glazbenik, pjevač i skladatelj.

## Životopis
Davor Borno, hrvatski kantautor započinje pjevačku karijeru 1990. na posljednjem albumu hrvatske pop-rock grupe ITD Band, te postaje poznat na prostorima bivše države, kao perspektivan glazbenik. Prije toga bio je i vokalist u grupi 'Noćna straža', Borisa Novkovića (1988.)
Od 1992. djeluje kao solist, kantautor, te do 2012. uspješno sudjeluje na 14. festivala zabavne glazbe. Nagrađen je na više festivala, a najdraža mu je nagrada za najboljeg debitanta na festivalu 'Split 93'. Solistički album 'Ljubav ili grijeh' objavljuje 1996. za Croatia Records.
Od 1990. do danas, mnogo puta je gostovao u klubovima naših iseljenika u Europi, a iza njega je i nekoliko turneja na teritoriju bivše Jugoslavije, te turneja sa 60 koncerata u Ukrajini.
Od 2000. Borno gradi izuzetno uspješnu karijeru na slovenskom tržištu, gdje je postao jedan od najtiražnijih hrvatskih glazbenika, čiji se albumi prodaju u dijamantnim i platinastim nakladama. Stvarajući pop glazbu na materinjem hrvatskom jeziku u mediteranskom stilu, u inozemstvu je cijenjen, kao promicatelj hrvatske glazbe mediteranskog izrićaja, a njegove koncerte masovno posjećuju poklonici zabavne glazbe bez obzira na njihovo porijeklo. Od 2000. do 2005. objavljuje još 4 albuma: 'Što imam od života', 'Tko sam ja', 'Vagabundov sin', i 'Pozdrav iz Dalmacije' – 'The best of Borno 2000-2005', sa 17 najvećih hitova i 4 spota, kao krunu izuzetnog višegodišnjeg zabavno-glazbenog uspjeha na inozemnom tržištu.
2008. na tržište Hrvatske i inozemstva, izlazi Bornov 7. album 'Mediterraneo', obojen dalmatinskim, talijanskim i grčkim zvukom, te melodijama i ritmovima, koji su na našim prostorima prerasli u zabavno-glazbenu tradiciju. Album 'Mediterraneo' je plod uspješne internacionalne glazbene suradnje, vođene idejom stvaranja mediteranske glazbe na temeljima tradicije, a s Bornovim autorskim pristupom i aranžmanima producenta Bojana Šeruge. 
S albumom "Mediterraneo" Davor Borno dolazi na vrh nacionalne slovenske ljestvice prodaje albuma "Slo Top 30", koja godinama prati prodaju nosača zvuka, te time postaje i najprodavaniji hrvatski izvođač u Sloveniji.
Hrvatsku promociju, album 'Mediterraneo', započinje Bornovim sudjelovanjem na Hrvatskom radijskom festivalu – 'HRF 2008' sa skladbom 'Ljudi'.
2009. Borno je primio nagradu publike slovenske radio-televizije "RTV NET" za najboljeg izvođača u 2008., apsolutnom pobjedom u sve tri nagradne kategorije.
Krajem 2009. primio je 1. nagradu publike i slušatelja radijskih postaja na internacionalnom festivalu "MEF 2009." za svoju autorsku skladbu "Moj je život samo bol".
2010. objavljen je dupli album s 40 najuspješnijih pjesama iz 20 godišnjeg glazbenog
stvaranja,"Borno - The diamond collection 1990-2010". Na albumu se nalazi i nekoliko dueta sa slovenskim zvijezdama.
2010. objavljen je i DVD Bornovog koncerta "Pozdrav iz Dalmacije", s 28 uživo izvedenih skladbi.
Do 2012. pjesme Davora Borna objavljene su na 73 nosača zvuka.(autorski albumi i kompilacije na gramofonskim pločama, kasetama, CD-ima i DVD-u).
Borno povremeno sklada i za druge izvođače, a najzanimljivija je suradnja sa slovenskom zabavnom ikonom Helenom Blagne, s kojom je 2001. snimio duet na slovenskom jeziku.
2003. za Helenu Blagne, napisao je skladbu 'Ti nisi vreden mojih solz', te pet godina bio poseban gost na njenim turnejama.

## Diskografija
- 1990. Album "S ove strane ljubavi" (ITD BAND) - srebrni album
- 1996. Album "Ljubav ili grijeh" - srebrni album
- 2002. Album "Što imam od zivota" - dijamantni album
- 2003. Album "Tko sam ja" - dijamantni album
- 2004. 2004. Album "Vagabundov sin" - platinasti album
- 2005. Album "Pozdrav iz Dalmacije" - (The best of 2000. – 2005.) - platinasti album
- 2008. Album "Mediterraneo" - zlatni album
- 2010. Album "Borno - The diamond collection" 1990 - 2010" (double cd)
- 2010. DVD "Pozdrav iz Dalmacije" - live concert

- Od 1990. do 2012., objavljeno je:
  - 8 solističkih albuma (1 dupli album)
  - 14 festivalskih albuma
  - 43 kompilacijskih albuma u Hrvatskoj i inozemstvu
  - 7 albuma na kojima je gost drugim glazbenicima

## Festivali
- 1992. Zagrebfest 92- pjesma "Nek mi tužne pjesme sviraju"
- 1993. Croatian song for Eurosong - Dora 93- pjesma "Ispod zvjezdica"
- 1993. Split 93 - pjesma "Vjeruj da ljubav ne umire"
- 1993. Zagrebfest 93 - pjesma "Prolazi duga godina"
- 1994. Zagrebfest 94 - pjesma "Samo ti"
- 1995. Cro top fest 95 - pjesma "Jače"
- 1996. Osfest 96 - pjesma "Jesam li za tebe bio ja"
- 1997. Osfest 97 - pjesma "Kad propadne sve"
- 1999. Melodije hrvatskog Jadrana 99 - pjesma "Da imam dva života ja"
- 2001. Hrvatski radijski festival 2001- pjesma "Dajte mi vino"
- 2004. Melodije morja in sonca - Portorož 2008 - internacionalni show - pjesma "Vagabundov sin"
- 2008. Hrvatski radijski festival 2008 - pjesma "Ljudi"
- 2009. internacionalni festival MEF 2009 - pjesma "Moj je život samo bol"
- 2010. internacionalni festival MEF 2010 - pjesma "Ruku na srce"

## Vanjske poveznice
- Službena web stranica www.davorborno.com
- Menart Hrvatska